# 152e Infanterieregiment

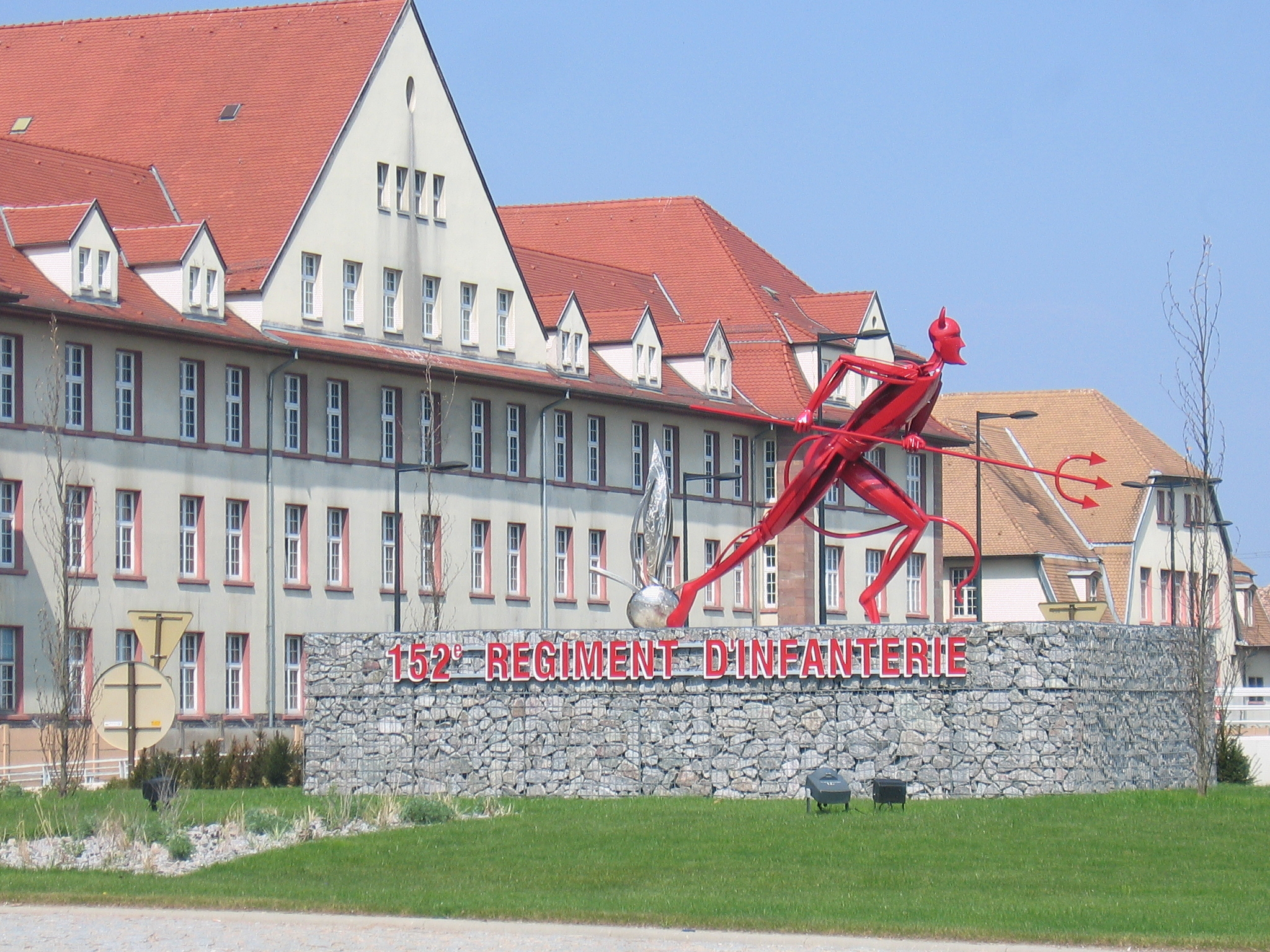
Standbeeld Diable rouge voor Quartier Walter in Colmar

Het 152e Infanterieregiment (Frans: 152e régiment d'infanterie, kortweg 15-2, uitgesproken quinze-deux) is een onderdeel van de Franse landmacht. Het regiment gaat terug tot 1794 en is gekazerneerd in Colmar.

## Samenstelling

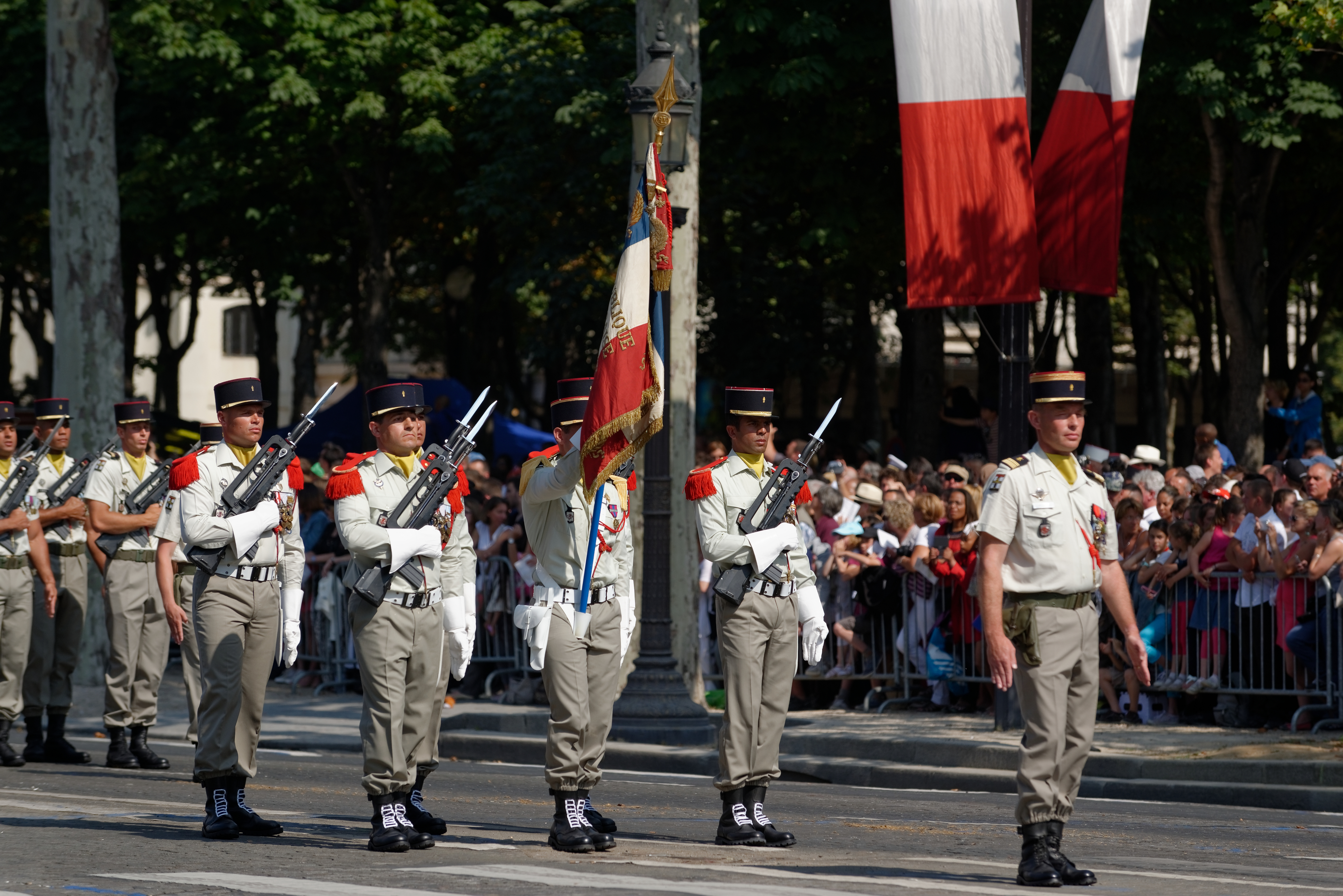
Het 152e Infanterieregiment op 14 juli 2013 in Parijs

Het 152e Infanterieregiment is onderdeel van de 7e Pantserbrigade. Het beschikt over 1.200 actieve manschappen en 200 reservisten. Het beschikt onder andere over 30 VBCI-pantservoertuigen.
Het regiment is gekazerneerd in Quartier Walter in Colmar in de Elzas.

## Geschiedenis

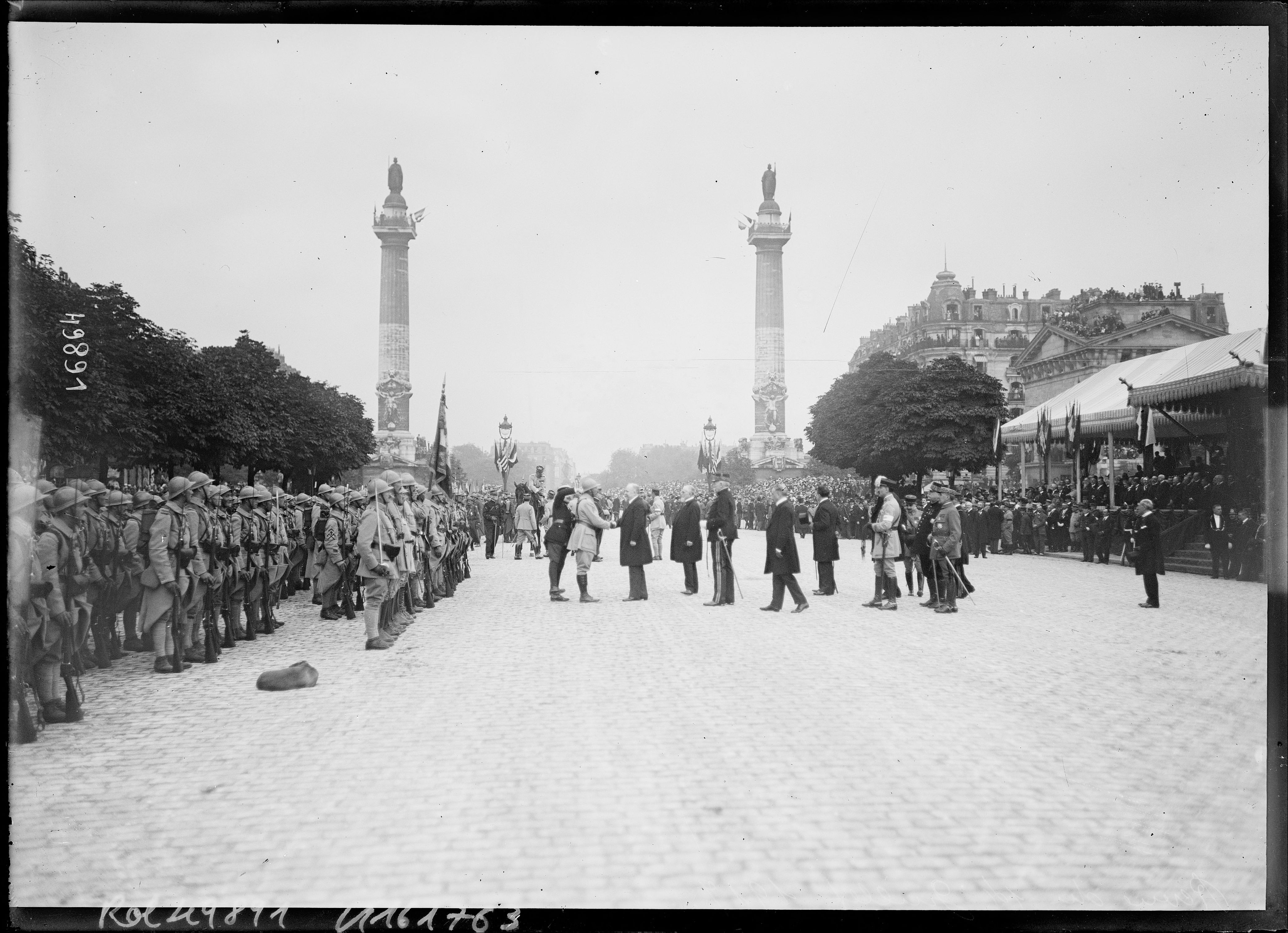
Het 152e Infanterieregiment op 14 juli 1917 in Parijs

Het huidige regiment gaat terug op de 152e Demi-Brigade de Bataille die werd opgericht in 1794. Ze werd ingezet bij de Slag bij Loano in Italië tegen de Oostenrijkers. In 1796 werd deze legereenheid ontbonden. In 1813 werd het 152e Linieregiment in Hamburg opgericht maar al in 1814 weer ontbonden.
Het 152e Infanterieregiment werd opgericht in 1887. Bij het begin van de Eerste Wereldoorlog werd het regiment ingezet in de Elzas, toen deel van het Duitse Rijk. In augustus 1914 rukte het regiment op tot voor Colmar maar moest zich toen samen met de andere Franse troepen terugtrekken. Van september tot december werd het regiment ingezet op de Spitzenberg bij Saint-Dié. Eind van die maand trok het regiment naar het zuiden om Steinbach in te nemen. Dit lukte na gevechten van twee weken waarbij het regiment 12 officieren en 700 soldaten verloor (doden en gewonden). Van maart tot december 1915 deed het regiment dienst in de loopgraven van de Hartmannswillerkopf. Bij een frontale aanval op 21 december slaagde het regiment erin Duitse posities op de berg te veroveren waarbij 800 Duitse gevangenen werden gemaakt. Maar het regiment verloor 22 officieren en 400 soldaten (doden en gewonden). Deze aanval leverde het regiment zijn bijnaam Les diables rouges op.
Op 3 juli 1916 werd het regiment teruggetrokken van het front in de Elzas en vanaf september werd het ingezet aan de Somme. De eerste twee dagen van de strijd bij Cléry verloor het regiment daar 15 officieren en 561 soldaten (6 officieren gedood en 211 soldaten). Op 15 oktober was er een nieuwe frontale aanval bij Sailly waarbij 37 officieren en 988 soldaten gedood of gewond werden, de helft van de ingezette manschappen.
Eind 1916 werd het 152e Infanterieregiment overgeheveld van de 66e Infanteriedivisie naar de nieuw opgerichte 164e Infanteriedivisie onder generaal Gaucher. Het overwinterde in de Elzas en werd van mei tot juli 1917 ingezet bij de Chemin des Dames waar het Vauclerc na hevige gevechten veroverde op Beierse eenheden. In augustus ging het naar de Aisne bij Reims en daarna naar Verdun. In 1918 vocht het regiment in de Tweede Slag bij de Marne. Daar verloor het op drie dagen 20 officieren en 700 soldaten (doden en gewonden). In de laatste maanden van de oorlog rukte het regiment mee op en bereikte zo Roeselare. Daarna werden de manschappen van het front weggetrokken.
Op 2 augustus 1919 werd het 152e Infanterieregiment gekazerneerd in Colmar.
In 1940 was het regiment actief bij Rethel. Tussen 1952 en 1962 was het actief in Noord-Afrika in acties tegen onafhankelijkheidsstrijders. Ook in de 21e eeuw was het 152e Infanterieregiment nog actief in het buitenland, onder andere in Afghanistan, Mali en de Centraal-Afrikaanse Republiek.